# Edward Gourdin

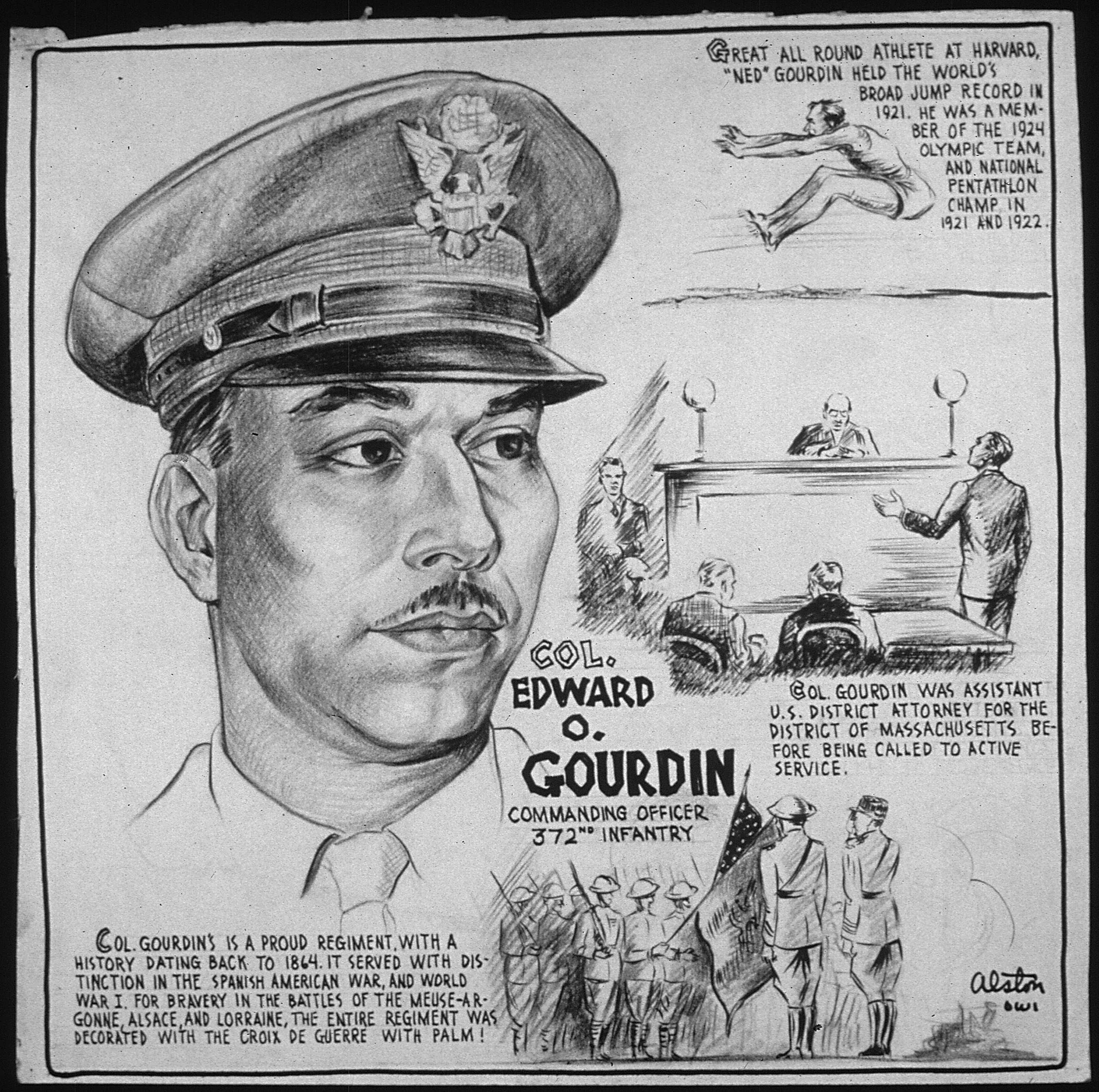
Colonel Edward Gourdin

Edward Gourdin (Edward Orval „Ned“ Gourdin; * 10. August 1897 in Jacksonville, Florida; † 21. Juni 1966 in Quincy, Massachusetts) war ein US-amerikanischer Leichtathlet und Jurist.
Am 23. Juli 1921 gewann Edward Gourdin bei einem Vergleichskampf zwischen US-amerikanischen (Harvard und Yale) und britischen Universitäten (Oxford und Cambridge) in Cambridge, Massachusetts sowohl im Sprint als auch im Weitsprung gegen den Engländer Harold Abrahams. Im Weitsprung kam Gourdin dabei auf 7,69 Meter, womit er den 20 Jahre alten Weltrekord des Iren Peter O’Connor um acht Zentimeter verbesserte. 
1921 wurde Gourdin Meister der AAU im Weitsprung und im Fünfkampf, 1922 konnte er erneut den Titel im Fünfkampf gewinnen. Rechtzeitig zu den Olympischen Spielen 1924 kam Gourdin wieder in Form und wurde mit 7,27 Meter Zweiter hinter seinem Landsmann DeHart Hubbard.
Gourdin widmete sich danach seinem Beruf als Rechtsanwalt. 1925 wurde er in Massachusetts zugelassen und 1931 am Bundesgericht. 1936 wurde Gourdin Staatsanwalt; 1958 wurde er von Gouverneur Foster Furcolo als erster afroamerikanischer Richter an den Superior Court von Massachusetts berufen, wo er bis zu seinem Tod im Jahr 1966 verblieb.